# اعتراف (مجموعه تلویزیونی ۲۰۱۱)
اعتراف (به انگلیسی: The Confession) مجموعهٔ تلویزیونی آمریکایی است که توسط کیفر ساترلند تولید و توسط برد میرمن کارگردانی شده‌است. کیفر ساترلند و جان هارت در این مجموعه به ایفای نقش پرداخته‌اند. مدت هر قسمت این سریال بین ۵ تا ۷ دقیقه است.